# جينا عمر
جينا عمر هو منافس ألعاب قوى إثيوبي، ولد في 24 ديسمبر 1995.

## وصلات خارجية
- جينا عمر على موقع الاتحاد الدولي لألعاب القوى (الإنجليزية)